# コミックブギウギ
『コミックブギウギ』は、岡山県をサービスエリアとする山陽放送ラジオのアニメソング限定の生放送音楽番組。1995年4月12日から1996年10月2日まで計76回放送された。毎週水曜日22時30分から23時30分までの一時間（末期は23時20分まで10分短縮された）。日本シリーズ時期と正月以外ほぼ毎週放送した。焼肉レストランどんどん亭（ナショナルフーズ）とブロスの2社提供。

## 内容
テーマ別のアニメ作品を取り上げたり、リスナーのリクエストを募りながら、アニメの主題歌・挿入歌などをオリジナル歌手版のフルコーラスで紹介していく。同社の『サンデーベスト』のアニメソング版といってもよい内容だった。キー局の岡山県だけでなく、広島や山口などの近隣県、四国地方、関西地方、さらには愛知県や静岡県、沖縄でもざわざわながら放送がキャッチできたところがあり、幅広い地域で視聴が可能だった。

## 評価
オリジナル歌手のフルコーラス版を優先して取り扱っていた、当時としては画期的な番組だった（すでにラジオ関西にて似たコンセプトの「青春ラジメニア」が放送されていたが）。懐かしのものから当時新作だった作品まで、広範囲にわたってアニメ・特撮を取り上げていたため、小学生から社会人まで幅広くリスナーがいた（特に中高生）。特に番組後半のリクエストコーナーが好評で、受験生に向けてのエールや、一人のリスナーの悩み相談に他のリスナーたちが親身になってアドバイスをすることもあった。番組をエアチェックして保存するリスナーもいた（リクエスト内でリスナーの一人が公言）。アニラジグランプリにも紹介され、アニメのオムニバス音源CDが少なく、中古アナログ盤も高価だった当時としては、なつかしのアニメソングが聴けるという貴重な番組だったが、1996年10月2日に事前の予告もなしに、突如最終回を迎えた。原因は不明。
最初のDJは当時山陽放送アナウンサーだった石川治子。丁寧でやさしい口調が好評だった。番組自体も1年間は若干の苦情はあったものの丁寧な作りだったが、放送開始1年を過ぎた1996年4月に石川が卒業し、2代目DJ笹岡ありさ（こちらも当時の山陽放送アナウンサー。真面目だった石川に対して、かなり軽いノリのキャラクターだった。2013年10月から渡邉ありさの名前で『おかやま朝まるステーション1494』の金曜のパートナーとしてラジオに復帰。）と交代してから、放送中に歌手や声優の人名を読み違えたり、かける曲を間違えるなどのミスが毎回のように多くなり、お叱りや指摘の投書が絶えなかった。その都度謝罪をしていたが、日に日に失敗が多くなり、番組自体も「一度過去に流した曲をしつこく取り上げる」などの粗末な内容になっていた。
最終回は、冒頭の「今週の一曲」のコーナーで藤子・F・不二雄の追悼企画として藤子不二雄特集のときにも取り上げた「ドラえもんのうた」と「ドラえもん・えかきうた」、そしてリクエスト大会をもって幕を下ろした。
こうしたいい加減な傾向は、後に「ガタさんの演歌春秋」や「クラブ50's」などの自社音楽番組で頻繁に起こっている。さらにこの番組の終了を期に、山陽放送ラジオはアニメに対して消極的な姿勢をとるようになる。

## 流れ
DJの挨拶

今週の一曲
当時話題の新作アニメソングを一曲流す。
今週の特集
この番組のメイン部分。あるひとつのテーマ（アニメシリーズ、プロダクション、漫画家など）を決め、そのテーマに関係したアニメ作品を紹介する。原則として古い順番に曲を流し、ひとつの作品だけならその日限り、大きいテーマ（会社、漫画家）なら大体10日分（約2ヶ月）かけて放送した。
コミックベスト10
岡山紀伊国屋書店で集計した漫画の売り上げを調査
リクエスト
リスナーから募ったアニソンのリクエストに答える。放送時間がなくなり次第、番組はエンディングへと流れる。曲の流れている途中で時間がなくなった場合は、仕方なく曲の上から「曲の途中ですがお別れです」などとアナウンスをかぶせて終わらせていた。
リクエスト大会
不定期に先述の流れを休止して、丸1時間「リクエスト大会」と題してリクエストのスペシャルを設けることもあった。石川の時は2・3ヶ月に1回のペース（大体ひとつの特集が区切りがつく度に）で定期的に行っていたが、笹岡は最終回の1回だけしか放送しなかった。
その他
開始当初、声優桜井智との生電話トークや高山みなみの録音メッセージ紹介があったことがある。

## 特集で取り上げたテーマ
ルパン三世
ルパン三世 (TV第1シリーズ)、ルパン三世 (TV第2シリーズ)、ルパン三世 PARTIII。第1回放送
マクロス
本作のヒロイン・ミレーヌ役の桜井智との電話対談を生放送した
タッチ
1996年8月7日放送。1週のみ。第2・5期以外のOP・ED主題歌を流した
円谷プロ
1995年5月上旬。全2週放送。1週目はウルトラシリーズ、2週目はウルトラ以外の特撮（「快獣ブースカ」、「マイティジャック」、「ファイヤーマン」など）を採り上げた
世界名作劇場
このテーマだけ2回特集した。1回目は1995年5～6月。1作目「ムーミン」（1972年の新バージョンも含む）に始まり、「小公子セディ」までの19作品。2回目は1996年8～9月（最終回1週間前）まで。こちらは「小公女セーラ」で終了。リクエストコーナーでは20作目の「ピーターパンの冒険」以降の音源も何作か流れた
タツノコプロ
1995年6月末～8月末まで全9週放送。取り上げた作品は「宇宙エース」から「イタダキマン」の33作品。途中取り上げられなかった作品も多々あった。
長浜ロマンロボシリーズ
1995年9月中旬、1週のみ。「超電磁ロボ コン・バトラーV」、「超電磁マシーン ボルテスV」、「闘将ダイモス」の3作。CM明けのリクエストコーナーでは第4作目の「未来ロボ ダルタニアス」も採り上げた。
手塚治虫
1995年9月～11月末まで全9週放送。手塚治虫原作のアニメ化作品の特集。「鉄腕アトム」（1980年のリメイク含む）から「三つ目がとおる」（1990年版）まで。「わんぱく探偵団」や「アニマル1」、「あしたのジョー」など虫プロダクションの作品も取り上げた
藤子不二雄
1995年12月末～1996年3月中旬まで、番組自体の正月休みやリクエスト大会をはさみつつ11週分放送した。ほかに「レインボー戦隊ロビン」、「星の子チョビン」などスタジオゼロの作品も取り上げた。ほとんどの作品に初代とリメイクがあり、その際は両方ともしっかり特集。うち、「ドラえもん」を3回、「キテレツ大百科」を1回分丸々独占して歴代主題歌・挿入歌を紹介した
妖怪もの
1996年8月14・21日の2週放送。「ゲゲゲの鬼太郎」、「ドロロンえん魔くん」、「黄金バット」、「オバケのQ太郎」、「怪物くん」の6作。「オバケのQ太郎」と「怪物くん」は藤子不二雄特集と重複した。さらに10分程の原作・音源・声優不明の訳のわからない怪談ショートドラマを流した。
スポーツもの
1996年4月から8月初頭まで4ヶ月近くも延々と続け、初めて取り上げた作品もいくらかあったが、放送の半分近くが石川時代に1度特集やリクエストで流された作品で占められていた。この頃から番組自体、おざなりな雰囲気になり始める。さらに一見スポーツアニメとは言い難い「ゲームセンターあらし」、「闘将!!拉麵男」、「鉄拳チンミ」などまで強引に取り上げた。
アメリカ製アニメ
スポーツものの合間に2週間ほど放送された。その名のとおりアメリカのアニメのテーマを取り上げたもの。ハンナ・バーベラ・プロダクションものも多く、「ポパイ」、「バッグス・バニー」、「フィリックス」、「キャスパー」、「ドラ猫大将」、「谷啓の宇宙冒険」、「スーパーマン」、「バットマン」、「サンダーバード」など。

## 放送リスト
放送日付共に特集の内容を紹介。原則としてオープニングテーマ・エンディングテーマ二曲流れたが、山陽放送レコード倉庫内の素材の有無によって、オープニングだけ、挿入歌だけ、映画版の主題歌などで代用していた。最悪の場合は、あらすじの紹介だけだった作品もあった。
1995年
4月12日（第1回）
ルパン三世
- ルパン三世 (TV第1シリーズ)
- ルパン三世 (TV第2シリーズ)
- ルパン三世 PARTIII

4月19日（第2回）
円谷プロ　前編
- ウルトラマン
- ウルトラセブン
- 帰ってきたウルトラマン
- ウルトラマンA
- ウルトラマンタロウ
- ウルトラマンレオ

4月26日（第3回）
円谷プロ　後編
- 快獣ブースカ
- マイティジャック
- ミラーマン
- ファイヤーマン

5月3日 （第4回）
桜井智との電話対談
5月10日 （第5回）
世界名作劇場　1
- ムーミン
- アンデルセン物語（内容紹介のみ）
- 山ねずみロッキーチャック
- アルプスの少女ハイジ
- フランダースの犬

5月17日 （第6回）
世界名作劇場　2
- 母をたずねて三千里
- あらいぐまラスカル
- ペリーヌ物語

5月24日 （第7回）
世界名作劇場　3
- 赤毛のアン
- トム・ソーヤーの冒険
- ふしぎな島のフローネ
- 南の虹のルーシー

5月31日 （第8回）
世界名作劇場　4
- わたしのアンネット
- 牧場の少女カトリ
- 小公女セーラ

6月7日 （第9回）
世界名作劇場　5
- 愛少女ポリアンナ物語
- 愛の若草物語
- 小公子セディ

6月14日 （第10回）
好きな声優ベスト10ランキング発表
6月21日 （第11回）
リクエスト大会
6月28日 （第12回）
タツノコプロ　1
- 宇宙エース
- マッハGOGOGO
- おらあグズラだど
- ドカチン
- ハクション大魔王

7月5日 （第13回）
タツノコプロ　2
- 紅三四郎
- 昆虫物語みなしごハッチ
- カバトット
- 樫の木モック

7月12日 （第14回）
タツノコプロ　3
- 科学忍者隊ガッチャマン
- かいけつタマゴン
- けろっこデメタン
- 新造人間キャシャーン

7月19日 （第15回）
タツノコプロ　4
- 昆虫物語新みなしごハッチ
- 破裏拳ポリマー
- 宇宙の騎士テッカマン
- タイムボカン

7月26日 （第16回）
タツノコプロ　5
- ゴワッパー5ゴーダム
- ポールのミラクル大作戦
- ヤッターマン

8月2日 （第17回）
タツノコプロ　6
- 一発貫太くん
- 風船少女テンプルちゃん
- とびだせ!マシーン飛竜
- 科学忍者隊ガッチャマンII

8月9日 （第18回）
タツノコプロ　7
- ゼンダマン
- 科学忍者隊ガッチャマンF
- タイムパトロール隊オタスケマン

8月16日 （第19回）
タツノコプロ　8
- とんでも戦士ムテキング
- ダッシュ勝平
- ヤットデタマン

8月23日 （第20回）
タツノコプロ　9
- 逆転イッパツマン
- 未来警察ウラシマン
- イタダキマン

8月30日 （第21回）
好きなアニメソングベスト10ランキング発表
9月6日 （第22回）
長浜ロマンロボシリーズ（この回は「超電磁＋闘将シリーズ」と紹介されていた）
- 超電磁ロボ コン・バトラーV
- 超電磁マシーン ボルテスV
- 闘将ダイモス

9月13日 （第23回）
リクエスト大会
9月20日 （第24回）
手塚治虫　1
- 鉄腕アトム
- ビッグX
- W3
- ジャングル大帝

9月27日 （第25回）
手塚治虫　2
- ジャングル大帝進めレオ！
- 悟空の大冒険
- リボンの騎士
- わんぱく探偵団（手塚治虫発足の虫プロダクション製作）

10月4日 （第26回）
手塚治虫　3
- アニマル1（虫プロダクション製作）
- バンパイヤ（あらすじ紹介のみ）
- どろろ

10月11日 （第27回）
手塚治虫　4
- あしたのジョー （虫プロダクション製作）
- さすらいの太陽 （虫プロダクション製作）
- ふしぎなメルモ

10月18日 （第28回）
手塚治虫　5
- 国松さまのお通りだい （虫プロダクション製作）
- 海のトリトン
- ワンサくん

10月25日
日本シリーズのため、放送休止
11月1日 （第29回）
手塚治虫　6
- ムーミン
- アンデルセン物語

11月8日 （第30回）
手塚治虫　7
- ミクロイドS
- ジェッターマルス
- 100万年地球の旅バンダーブック（あらすじ紹介のみ）
- 海底超特急マリンエクスプレス

11月15日 （第31回）
手塚治虫　8
- フウムーン
- 鉄腕アトム（新）

11月22日 （第32回）
手塚治虫　9
- ドン・ドラキュラ
- 24時間テレビスペシャル作品（題名紹介のみ）
- ワンダービートS（あらすじ紹介のみ）
- 青いブリンク
- ジャングル大帝（平成版）
- 三つ目がとおる

11月29日 （第33回）
好きなアニメキャラクターランキング発表
12月6日 （第34回）
リクエスト大会
12月13日 （第35回）
リクエスト大会
12月20日 （第36回）
藤子不二雄　1
- オバケのQ太郎（モノクロ版）
- レインボー戦隊ロビン（藤子不二雄参加のスタジオ・ゼロ製作）
- パーマン（モノクロ版）

12月27日
年末特番のため、休止
1996年
1月3日（第37回）
藤子不二雄　2
- 怪物くん（モノクロ版）
- 佐武と市捕物控 （スタジオ・ゼロ製作）
- ウメ星デンカ

1月10日 （第38回）
藤子不二雄　3
- 新オバケのQ太郎
- ドラえもん（1973年版）
- 星の子チョビン （スタジオ・ゼロ製作）

1月17日 （第39回）
藤子不二雄　4
- ドラえもん（1979年版）

1月24日 （第40回）
藤子不二雄　5
- ドラえもん（1979年版）

1月31日 （第41回）
藤子不二雄　6
- ドラえもん
- 怪物くん（カラー版）

2月7日 （第42回）
藤子不二雄　7
- 忍者ハットリくん
- パーマン（カラー版）

2月14日 （第43回）
リクエスト大会
2月21日 （第44回）
リクエスト大会
2月28日 （第45回）
藤子不二雄　8
- オバケのQ太郎（1985年版。あらすじ紹介のみ）
- プロゴルファー猿
- ウルトラB
- 藤子不二雄ワイド

3月6日 （第46回）
藤子不二雄　9
- エスパー魔美
- ビリ犬

3月13日 （第47回）
藤子不二雄　10
- キテレツ大百科

3月20日 （第48回）
藤子不二雄　11
- チンプイ
- パラソルへんべえ
- 21エモン

3月27日 （第49回）
リクエスト大会
4月3日 （第50回）
リクエスト大会
（この回を以って初代ＤＪ石川治子が降板。翌週より笹岡ありさに交代）
4月10日 （第51回）
スポーツ　1
- 巨人の星
- ドカベン
- 野球狂の詩

4月17日 （第52回）
海外アニメ　1
4月24日 （第53回）
巨人の星の存在について、某・天文台職員との電話対談
5月1日 （第54回）
海外アニメ　2
5月8日 （第55回）
スポーツ　2
- あしたのジョー
- あしたのジョー2
- がんばれ元気

5月15日 （第56回）
スポーツ　3
- 柔道一直線
- YAWARA!

5月22日 （第57回）
スポーツ　4
- おれは鉄兵
- いなかっぺ大将
- ああ播磨灘

5月29日 （第58回）
スポーツ　5
- タイガーマスク
- タイガーマスク二世
- キン肉マン

6月5日 （第59回）
スポーツ　6
- 紅三四郎
- キックの鬼
- アニマル1

6月12日 （第60回）
スポーツ　7
- ゲームセンターあらし
- スラムダンク
- ダッシュ勝平

6月19日 （第61回）
スポーツ　8
- アタックNO.1
- あしたへアタック!
- エースをねらえ!

6月26日 （第62回）
スポーツ　9
- キャプテン翼
- 赤き血のイレブン
- 蒼き伝説シュート!

7月3日 （第63回）
スポーツ　10
- がんばれ!キッカーズ
- 闘将!!拉麵男
- 一・二の三四郎

7月10日 （第64回）
スポーツ　11
- プロゴルファー猿
- 行け!稲中卓球部
- 炎の闘球児ドッジ弾平

7月17日 （第65回）
スポーツ　12
- ミュンヘンへの道
- 鉄拳チンミ
- サインはV

7月24日 （第66回）
スポーツ　13
- 男どアホウ甲子園
- アパッチ野球軍
- 名門!第三野球部

7月31日 （第67回）
スポーツ　14
- 一発貫太くん
- 一球さん
- キャプテン
- ヒット・エンド・ラン

8月7日 （第68回）
スポーツ　15
- タッチ

8月14日 （第69回）
妖怪もの　前編
- ゲゲゲの鬼太郎
- ドロロンえん魔くん

8月21日 （第70回）
妖怪もの　後編
- オバケのQ太郎（モノクロ版）
- 怪物くん（モノクロ版とカラー版のOP）
- 黄金バット

8月28日 （第71回）
世界名作劇場　1
- ムーミン
- アンデルセン物語
- 山ねずみロッキーチャック

9月4日 （第72回）
世界名作劇場　2
- アルプスの少女ハイジ
- フランダースの犬
- 母をたずねて三千里

9月11日 （第73回）
世界名作劇場　3
- あらいぐまラスカル
- ペリーヌ物語
- 赤毛のアン

9月18日 （第74回）
世界名作劇場　4
- トム・ソーヤーの冒険
- ふしぎな島のフローネ
- 南の虹のルーシー

9月25日 （第75回）
世界名作劇場　5
- わたしのアンネット
- 牧場の少女カトリ
- 小公女セーラ

10月2日 （最終回）
リクエスト大会

## 音源について
どの特集も一見中途半端なところで終わっているが、紹介されなかった作品があるのは、当時の放送中にDJ石川いわく「山陽放送のレコード倉庫に音源がなかった」ことによる理由らしい。ほかにも何らかの理由で、特集中で取り上げられなかった作品も多々あった。特集やリクエストでの音源のほとんどは日本コロムビアから発売されている「テレビまんが主題歌のあゆみ」、「テレビまんが懐かしのB面コレクション」シリーズのCDから使っていた模様。このせいか、日本コロムビアの主題歌は却下されることは少なかった。取り上げた作品の主題歌の音源が見つからなかったときは、「これは曲がありません」等と言ってあらすじの紹介だけで終わったり、挿入歌や映画版の主題歌を流したりして、無理やり番組を成り立たせた。

## 却下された曲
特集やリクエストコーナーで、山陽放送のレコード倉庫に当時、音源がなかったなどの理由で割愛、却下された曲を数例紹介。幸運にも後日CDが手に入って流すことができたものもある（「ドラゴンボール」など）。ほとんどは当時CD化されていなかったものが多数だった（特に「オバケのQ太郎」と「ワンダービートS」は2000年代に入るまでCD化されなかった）が、現在はほとんどCD化されており、どれも簡単に手に入る。
- 魔訶不思議アドベンチャー!（ドラゴンボール）
- 宇宙の王者!ゴッドマーズ（六神合体ゴッドマーズ）
- 大人になんかならないよ（オバケのQ太郎）
- バンパイヤ（バンパイヤ）
- 金のリボンでROCKして、フリージアの少年（魔法のアイドルパステルユーミ）
- ?のブーメラン（三つ目がとおる）
- 燃えてヒーロー、冬のライオン（キャプテン翼）
- エースをねらえ!、白いテニスコート（エースをねらえ!）
- 瞳はコスモス、ワンダービート（ワンダービートS）
- アタックNo.1の歌　＊小鳩くるみ版（アタックNo.1）
- お料理行進曲（キテレツ大百科）

## 主なミス
ほとんどが番組作りの際の下調べ・打ち合わせ不足によるかのような初歩的なミスばかりで、現在の山陽放送ラジオの番組でも酷似したパターンが多い。
- かける曲を間違う。
- 人名（歌手や声優）を頻繁に読み違える。
- アニメに関する情報で間違った内容を伝える（世界名作劇場の「ムーミン」（1972年版）の後番組を「小さなバイキングビッケ」と紹介したことなど。正しくは「山ねずみロッキーチャック」）。
- 過去に一度特集やリクエストで流した曲をしつこく流す（特集でのあらすじ紹介やコメントの際も、使いまわしかのように過去の放送とそっくりそのままな文章が多かった）。
- 特集のとき、音楽が流れている最中に無理やりアナウンスをかぶせて曲を終わらせる、もしくは次の曲に移る。これにはエアチェックをしているリスナーから苦情が来たが、謝罪するどころか「一曲でも多くの曲を流したいから、早く終わらせるのです」と逆切れのような発言をした。
- その反対で、特集やリクエストのとき音源が倉庫に存在するはずの曲を探そうとしない（例:紅三四郎を取り上げたとき、タツノコプロ特集のときは美樹克彦バージョンを流したが、後日スポーツ特集の際は堀江美都子版を流し、その際に「美樹バージョンはありません」と発言した）。
- ひとつのテーマの特集を区切りをつけようとせず、ダラダラ放送していた（スポーツ特集の時、終了1週間前（1996年7月末）についに「いい加減にしろ!!」と怒りの投書が紹介された）。
- 当時放送中のアニメに対して無知をさらけ出す（当時放送中の「名犬ラッシー」のエンディングテーマのリクエストを「私は知りません。タイトルが違うのでは?」と不用意に公言してリクエストを却下。2週間後、山のような指摘が殺到した）。

### その他
- 1996年の8月前半に中四国地方に台風が接近したとき、予告もなしにフェードアウトして臨時ニュースを流した。
- 1995年10月25日。日本シリーズ(ヤクルトVSオリックス戦)中継が23時30分まで延長して、予告なしに番組は中止となった。
- アニメ重視で、特撮の主題歌があまり流れない。